# فکه (ستاره)
فَکّه، فکه شمالی، نَیّرالفکه یا آلفا تاج شمالی یک ستاره است که در صورت فلکی تاج شمالی قرار دارد.
نام فکه (شکسته) به معنی «حلقه شکسته ستارگان» است.